# Guardia Nazionale Repubblicana
Guardia Nazionale Repubblicana (GNR, Republikanska Nationella Gardet) var en fascistisk paramilitär polis och militärpolis som verkade i Salòrepubliken som en fortsättning av carabinieri. GNR stred mot partisaner och allierade styrkor och kontrollerade en stor del av samhället i Salòrepubliken.

## Grader och gradbeteckningar

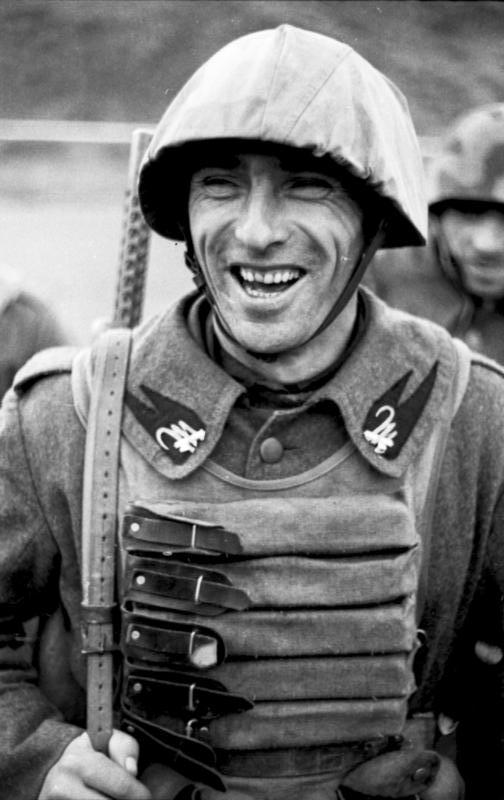
GNR-soldat

| Svensk motsvarighet | Guardia Nazionale Repubblicana | Gradbeteckning |
| ------------------- | ------------------------------ | -------------- |
| General             | Generale                       |                |
| Generallöjtnant     | Tenente Generale               |                |
| Generalmajor        | Maggior Generale               |                |
| Överste             | Colonnello                     |                |
| Överstelöjtnant     | Tenente Colonnello             |                |
| Major               | Maggiore                       |                |
| Kapten              | Capitano                       |                |
| Löjtnant            | Tenente                        |                |
| Fänrik              | Sottotenente                   |                |
| Fanjunkare          | Primo aiutante                 |                |
| - -                 | Aiutante capo                  |                |
| Sergeant            | Aiutante                       |                |
| Överfurir           | Brigadiere                     |                |
| Furir               | Vice Brigadiere                |                |
| Korpral             | -                              |                |
| Vicekorpral         | Milite scelto                  |                |
| Menig               | Milite                         |                |